# Oeneis ridingiana
Oeneis ridingiana är en fjärilsart som beskrevs av Ralph L. Chermock 1940. Oeneis ridingiana ingår i släktet Oeneis och familjen praktfjärilar. Inga underarter finns listade i Catalogue of Life.